# Tropidosaura
Tropidosaura Fitzinger, 1826 è un genere di sauri della famiglia Lacertidae, endemico del Sudafrica.

## Tassonomia
Comprende le seguenti specie:
- Tropidosaura cottrelli Hewitt, 1925
- Tropidosaura essexi Hewitt, 1927
- Tropidosaura gularis Hewitt, 1927
- Tropidosaura montana (Duméril & Bibron, 1839)